# Maison (Loches, 1 rue du Château)
Pour les articles homonymes, voir Maison (homonymie).
La maison (Loches, 1 rue du Château) est une ancienne demeure particulière dans la commune de Loches, dans le département français d'Indre-et-Loire.
Les façades et les toitures de cette maison du XVe siècle sont inscrites comme monument historique en 1962.

## Localisation
La maison est située dans le périmètre protégé par l'enceinte médiévale de Loches, au pied du coteau de la forteresse. Elle se trouve dans la rue du Château, reliant la ville basse à la cité fortifiée.

## Histoire

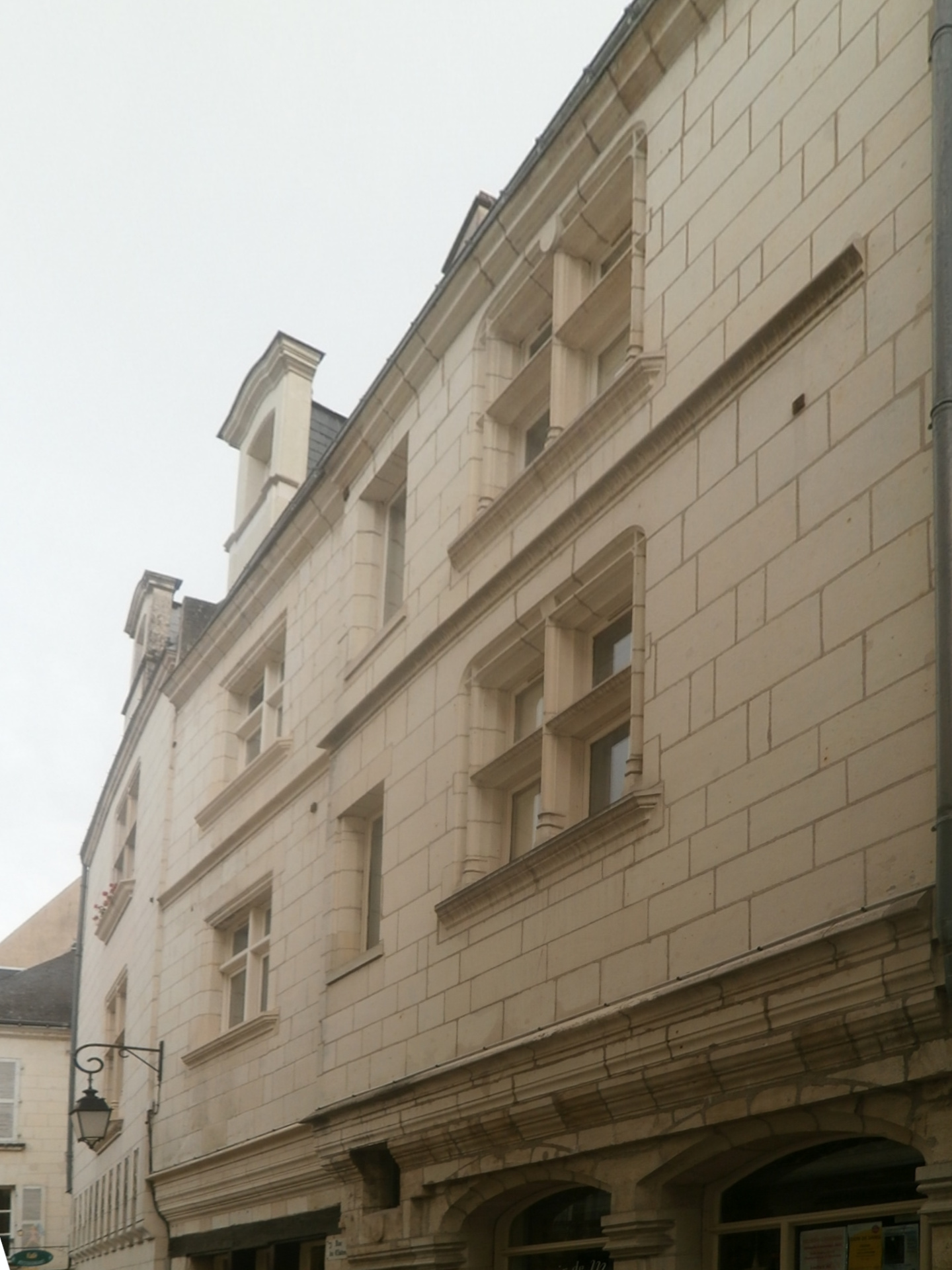
Étages de la façade.

La campagne principale de construction de cette maison remonte au XVe siècle. Elle fait l'objet d'une campagne de restauration au début des années 1980.
Les étages et les toitures des façades de la maison sont inscrites comme monument historique par arrêté du 27 juin 1962.

## Description
Les fenêtres des deux étages sont pourvues de meneaux en pierre et une lucarne éclairant le comble possède un fronton courbe. Les baies donnant sur une petite cour intérieure ont gardé leur décor d'origine.

## Pour en savoir plus